# Comuna Bahate, Novomoskovsk
Bahate (în ucraineană Багате) este o comună în raionul Novomoskovsk, regiunea Dnipropetrovsk, Ucraina, formată din satele Bahate (reședința), Panasivka și Rivne.

## Demografie
Componența lingvistică a satului Bahate
     Ucraineană (94,73%)
     Rusă (5,27%)
Conform recensământului din 2001, majoritatea populației satului Bahate era vorbitoare de ucraineană (94,73%), existând în minoritate și vorbitori de rusă (5,27%).